# 논산 쌍계사 대웅전
논산 쌍계사 대웅전(論山 雙溪寺 大雄殿)는 대한민국 충청남도 논산시 양촌면 중산리에 있는 쌍계사의 대웅전이다.
1964년 9월 3일 대한민국 보물 제408호로 지정되었다.

## 개요
정면 5칸 19.7m, 측면 3칸 10m, 단층 8작 지붕으로 구성된 법당이다. 조선 영조 14년(1738년)에 재중건되었는데 기둥과 대들보는 굵은 재목을 사용했고, 규모도 상당히 큰 편에 속한다. 정면 5칸은 6개의 기둥을 같은 간격으로 세우고, 각 칸마다 두 짝씩 문을 달았다. 문짝의 문살에는 섬세하고, 정교한 꽃새김을 한 꽃살문이다. 문살에 조각된 꽃무늬는 국화·작약·목단·무궁화 등을 화려하게 조각했고, 꽃과 문살에도 채색하여 아름답게 꾸몄다. 배흘림있는 기둥 위에는 창방과 평방을 짜돌리고 그 위에 외사출목 내오출목의 다포식 공포를 배열하였는데 한국의 불전 건물로서는 가장 출목수가 많은 공포의 사례이다. 건물 내부에는 3불을 봉안하였는데 불상마다 상부에는 장려한 닫집을 달았으며 닫집의 섬세한 조각과 장식은 장엄한 느낌을 준다.

## 현지 안내문

### 국문 설명
논산 쌍계사 대웅전
論山 雙溪寺 大雄殿
보물 제408호
쌍계사
雙溪寺
쌍계사는 역사가 오래되었을 뿐만 아니라 예술성까지 갖춘 이름난 절이다. 고려 때에 세워진 것으로 추정되지만 정확한 시기는 알 수 없다. 조선 후기에 기록된 쌍계사 중건기*에 따르면 쌍계사는 백암사(白菴寺)라고도 불렸으며, 고려 후기에 이행촌이 발원하고, 목은 이색이 문장을 지었다고 한다. 또한 중건기에서는 쌍계사가 혜명(慧明) 스님과 관계가 있는 절이라고 전하는데, 관촉사(灌燭寺)를 세운 혜명과 같은 인물이라면 쌍계사를 세운 시기는 고려 초까지 올라갈 수 있다. 이후 쌍계사는 화재로 인해 소실되었으나 승려 성능(性能) 등에 의해 다시 세워졌다.

* 절을 수리하거나 고쳐 지었다는 기록
전설에 의하면 파랑새가 붓을 입에 물고 대웅전 탱화를 그렸다거나 대웅전 기둥 중에 칡덩굴나무로 만든 기둥을 윤달이 든 해에 안고 돌면 무병장수하며 저승길에 고통 없이 갈 수 있다고 한다. 대웅전 문의 꽃무늬 문양에는 신비한 힘이 깃들어 있어 법당 안으로 햇빛이 잘 투과한다고 한다. 또한 쌍계사를 둘러싼 불명산의 기운은 풍수학적으로 갈마음수(渴馬飮水)형으로 가뭄이 심한 해에도 물이 마르지 않는다.
보물 제408호로 지정된 대웅전은 1739년(영조 15)에 단층 건물로 다시 지어 졌으며, 임진왜란 당시 불에 터 없어진 절을 다시 짓는 불사가 전국적으로 일어났을 때, 쌍계사도 2층의 불전을 세우고 삼세불(三世佛)**을 조성한 것으로 보인다.

** 가운데 석가여래, 왼쪽에 아미타불, 오른쪽에 약사불 등 세 분의 부처
대웅전에 모신 삼세불의 발원문이 발견되었는데, 그 내용 중에 "선조 38년(1605)에 불상을 조성하고 쌍계사 2층 전각에 봉안했다."라는 내용이 있어 1605년에 세워진 것을 알 수 있다. 어깨가 넓고 목이 짧은 대신 허리가 길고, 두꺼운 눈두덩이와 살찐 배 등의 체형으로 보아 조선 전기 불교 조각의 특징이 잘 나타나 있다. 처음에는 목조불상으로 알려졌으나 2015년 보물 제1851호로 승격 당시 최종 마감이 흙을 빚어서 만든 소조라는 사실이 밝혀져 소조상으로 명칭이 바뀌었다.
사찰의 입구에는 충청남도 문화재 자료 제80호인 부도 9기가 남아 있으며, 사찰 경내에는 문루인 봉황루, 명부전, 칠성각 겸 산신각, 나한전, 비가 내려도 얼굴 부분이 젖지 않는다는 관세음보살상이 자비스런 모습으로 모셔져 있다.

### 영문 설명
Ssanggyesa Temple
Ssanggyesa Temple is a famous temple with not only a long history but also an artistry. It is presumed to have been built during the Goryeo Dynasty, but the exact timing is unknown. According to Jung Geon-gi* of Ssanggyesa Temple, which was recorded in the late Joseon Dynasty, Ssanggyesa Temple was also called Baekamsaengsa Temple, originated by Yi Jun-chon during the latter phase of the Goryeo Dynasty, and its neck was this color of a sentence. In Junggeon-gi, the temple is said to be related to the Buddhist monk Hye Myeong-sook, and if you are the same person who founded the temple, you can go up to the beginning of Goryeo. It was later destroyed by a fire, but was rebuilt by a Buddhist monk named Seongyeom.

* Records that the temple has been repaired or repaired 
Legend has it that bluebirds can carry their brushes in their mouths and draw the Daewoongjeon Tanghwa, or hold a column made of wood in a jutting sun and go without pain on the path to the underworld. The flowery patterns of Daewoongjeon gate are said to contain mysterious power, allowing sunlight to penetrate the courthouse. Also, the energy of the hydrofluoric acid surrounding Ssanggyesa Temple is feng shui, which does not dry up even during the severe drought.
Daewoongjeon Hall, designated as Treasure No. 408, was rebuilt as a single-story building on 15th of King Yeongjo in 1739. When the Buddhist temple was rebuilt nationwide during the Japanese Invasion of Korea, Ssanggyesa Temple is believed to have built a second-story Buddhist temple and created the Three Buddhas**.

** Three Buddhas in the middle, Amita Buddha in the left, and Medicine Buddha in the right.
The origin gate of the Three Buddhas enshrined in Daewoongjeon Hall was found, and it was erected in 1605 as it said, "In the 38th year of King Seonjo's reign, 1605 the Buddha was built and enshrined in the second floor of Ssanggyesa Temple." Instead of having broad shoulders and short necks, the shape of the long waist, thick snowballs and fat pears show the characteristics of Buddhist sculptures in the early Joseon Dynasty. At first, it was known as a wooden Buddha statue, but its name was changed to a small statue when it was discovered that the final finish was made by making soil when it was promoted to Treasure No. 1851.
At the entrance of the temple, there are nine Bodo statues, the 80th cultural asset data of South Chungcheong Province, and the temple grounds are decorated in a jabbisclike manner with a statue of the Buddha, which says that even in rain, the parts of the face are not wet.

## 갤러리

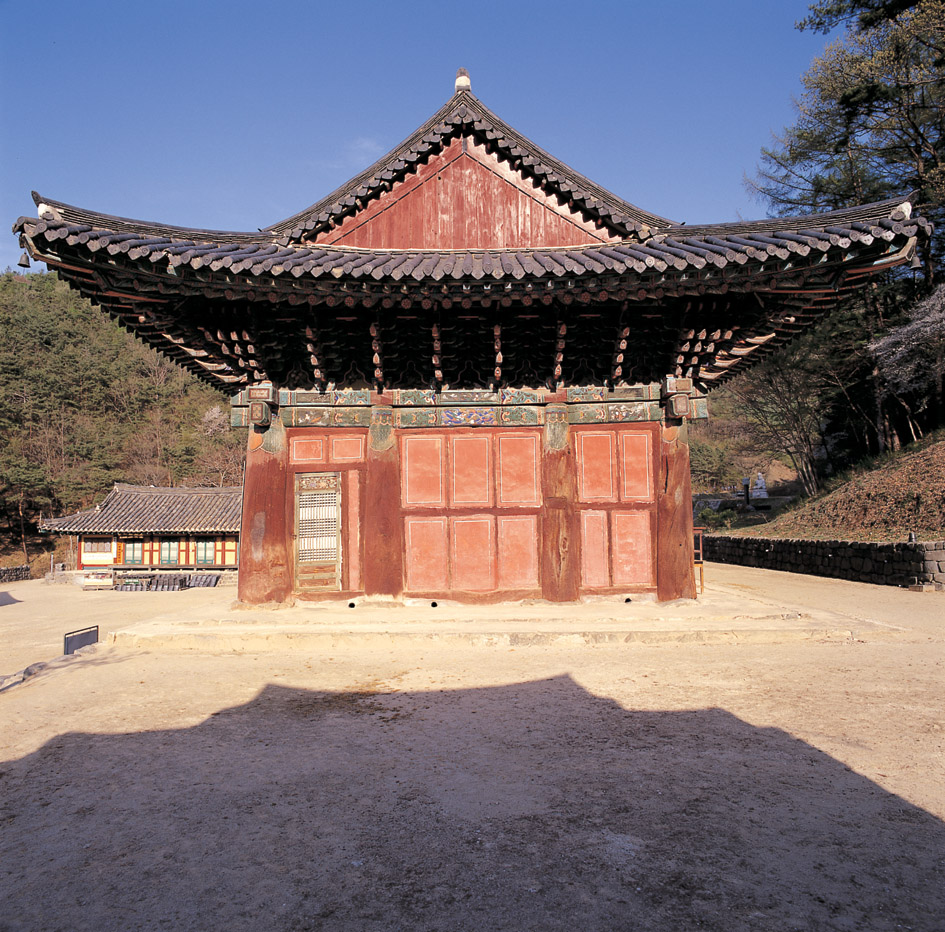
쌍계사 대웅전 측면
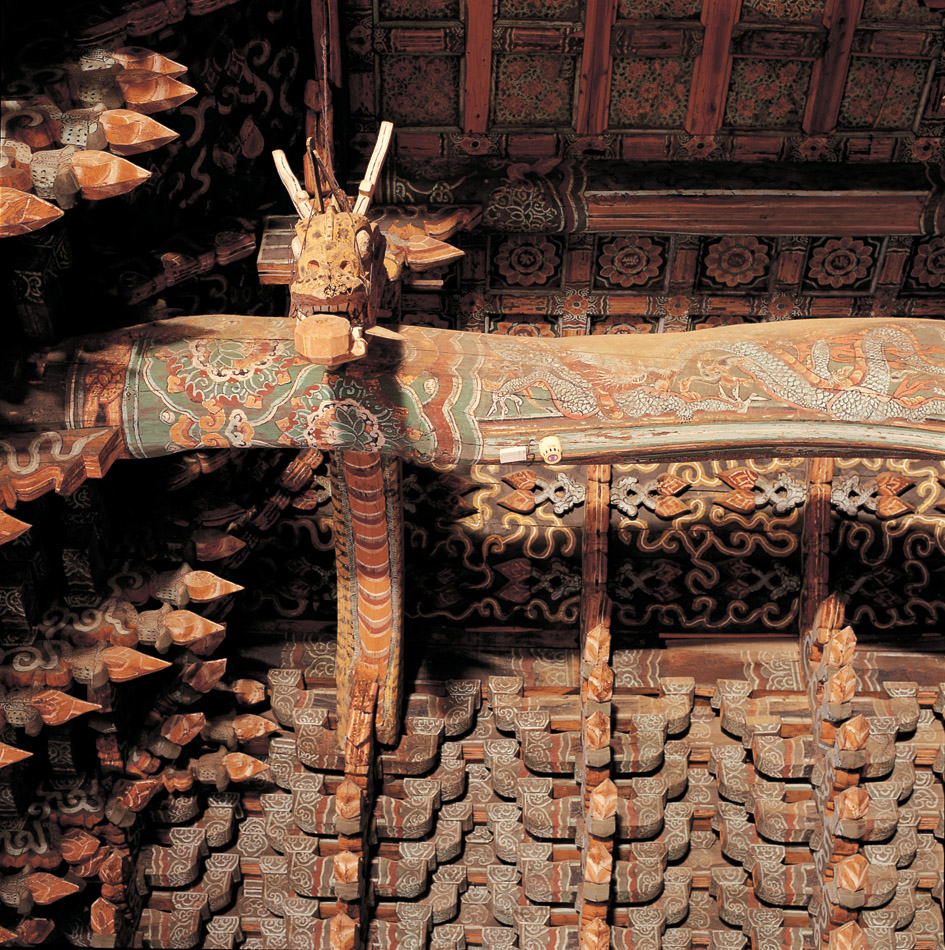
쌍계사 대웅전 내부 가구(충량)
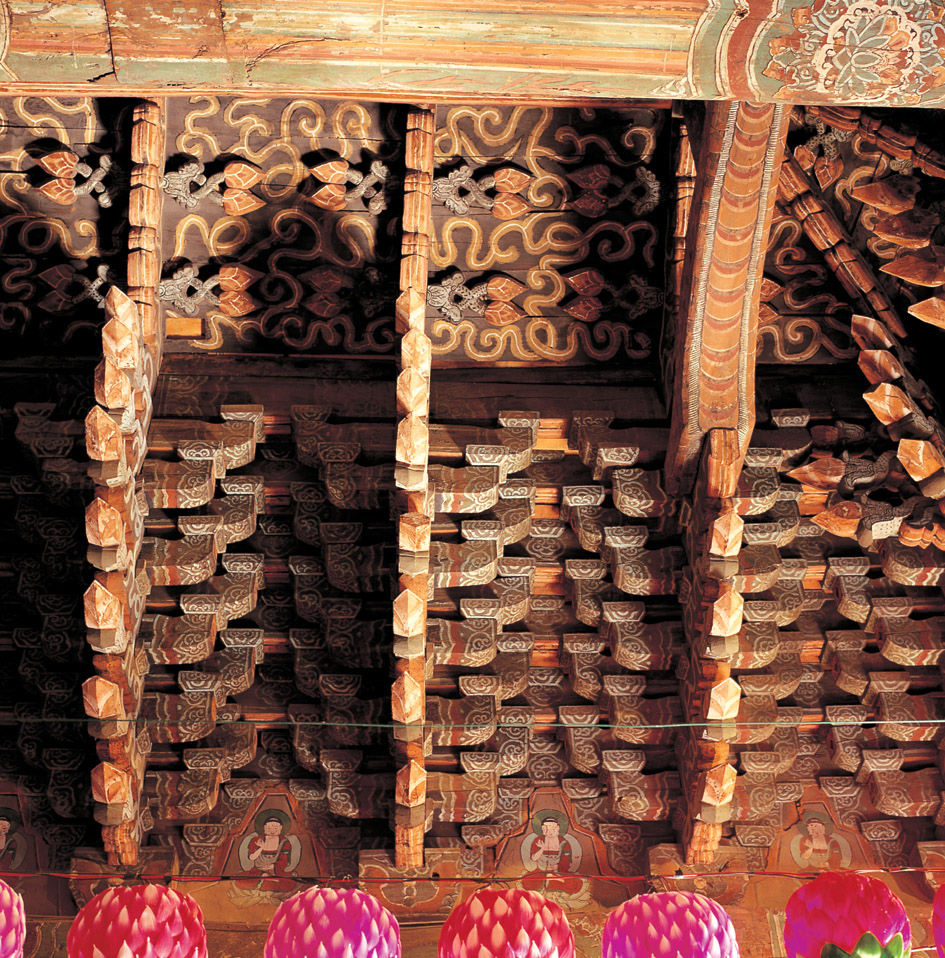
쌍계사 대웅전 내부 공포1
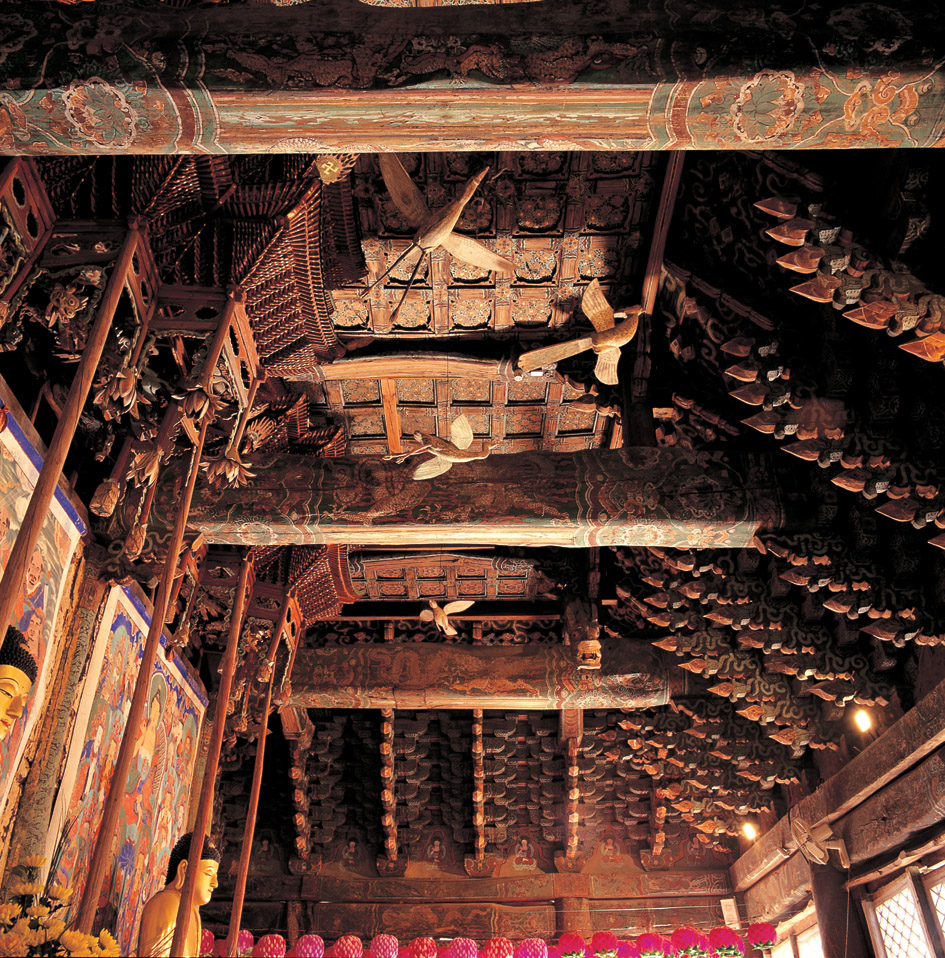
쌍계사 대웅전 내부 천장 가구
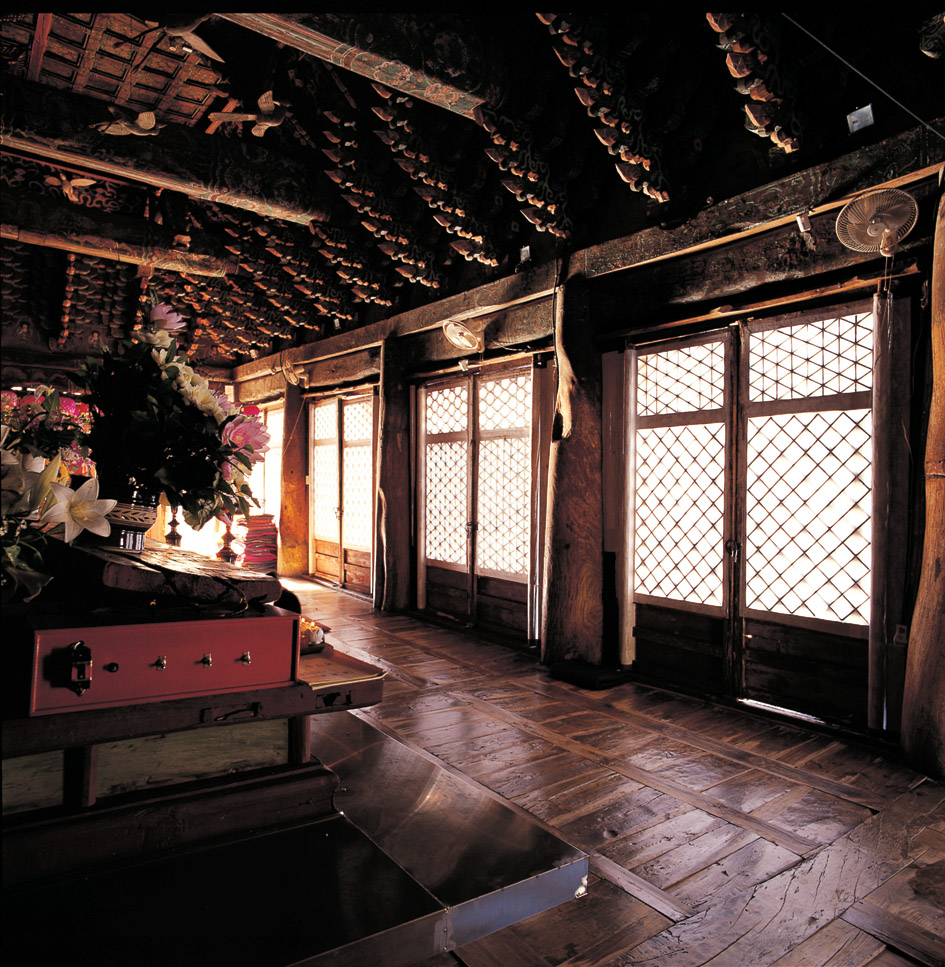
쌍계사 대웅전 내부
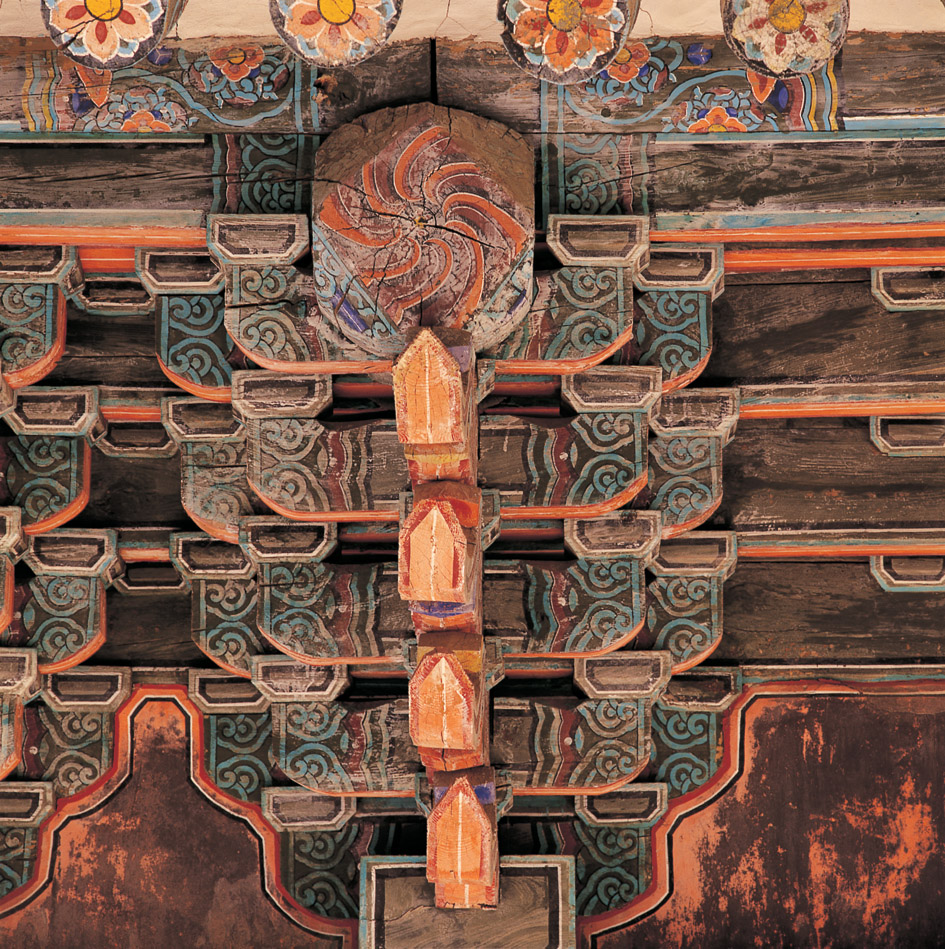
쌍계사 대웅전 외부 공포2
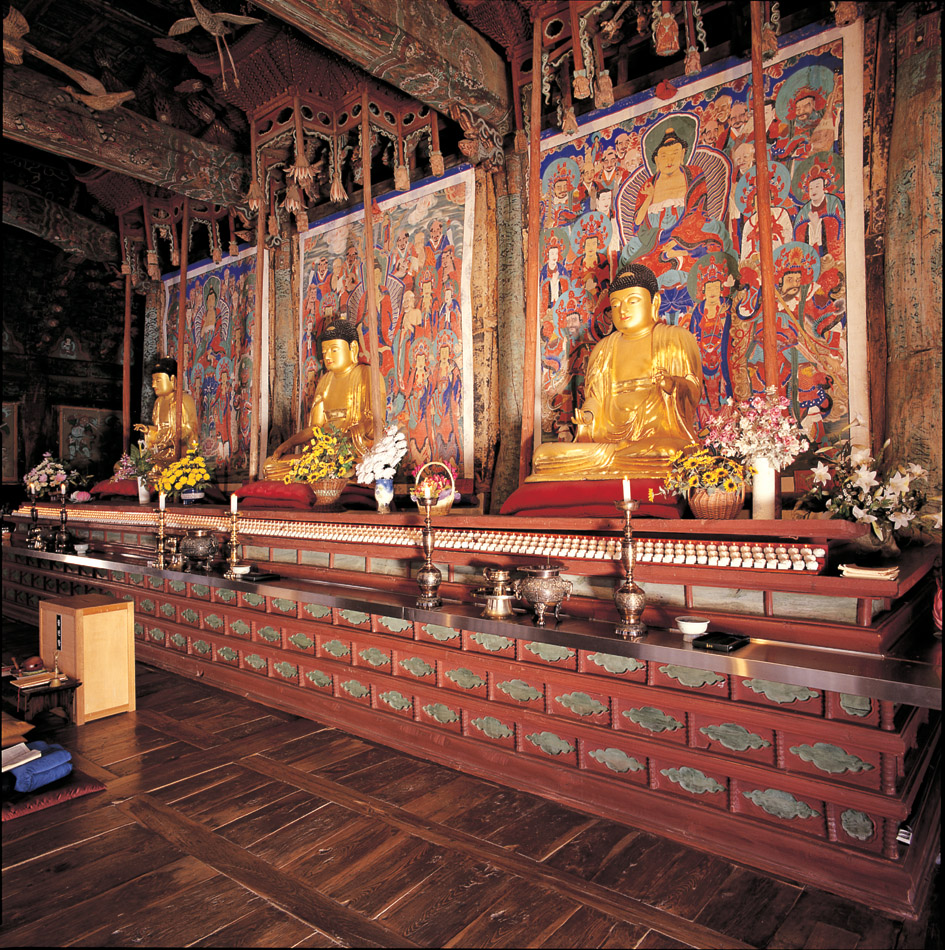
쌍계사 대웅전 내부 불단
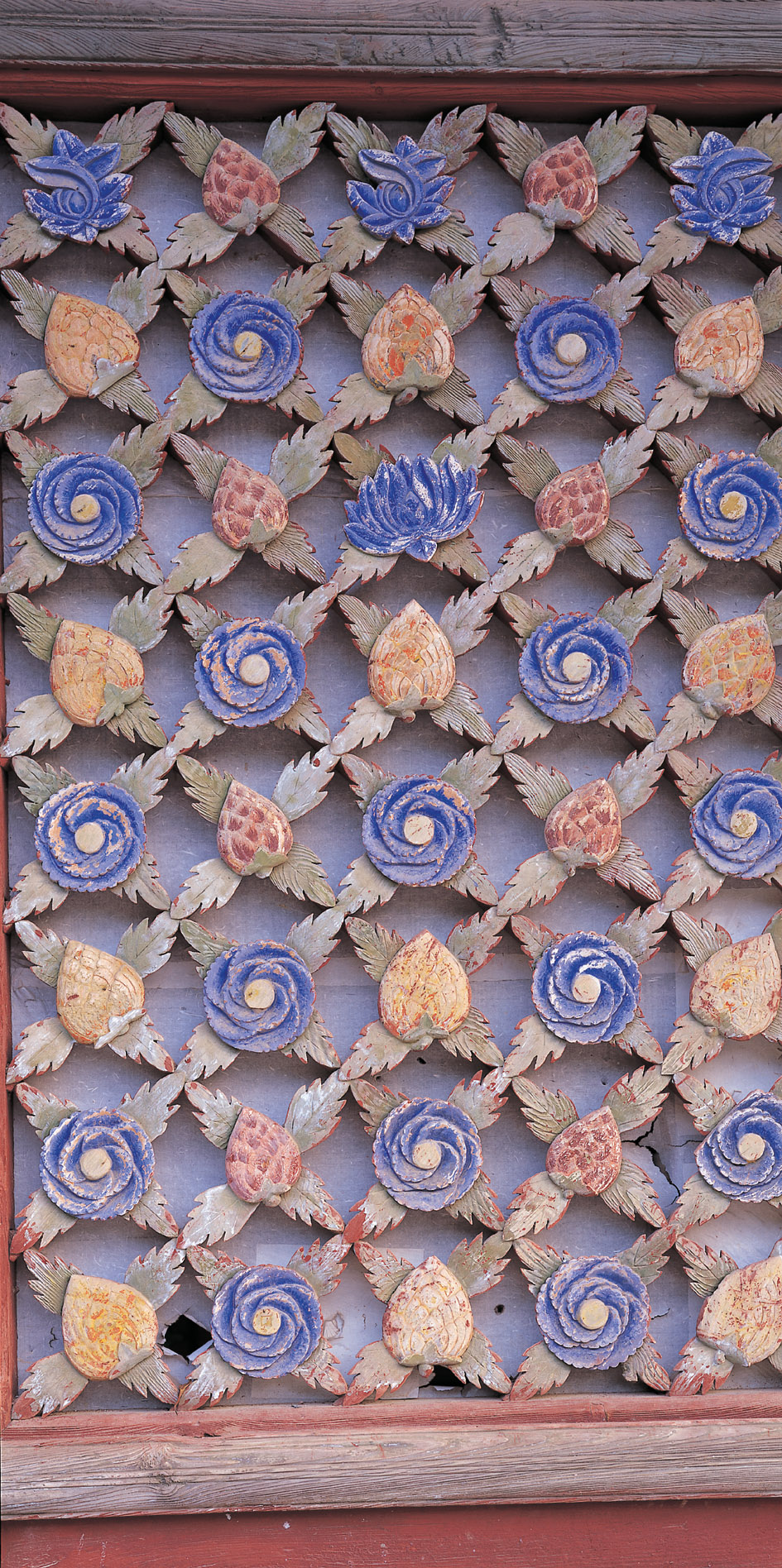
쌍계사 대웅전 꽃무늬 문살(왼쪽)
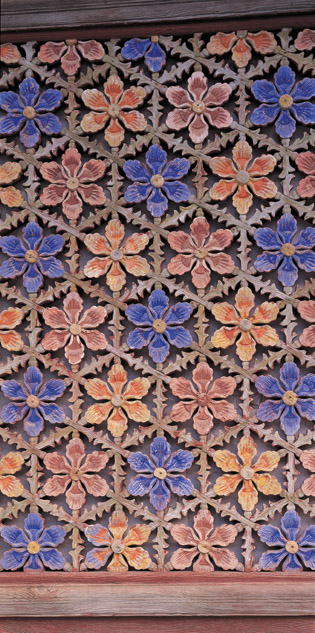
쌍계사 대웅전 꽃무늬 문살(중앙)
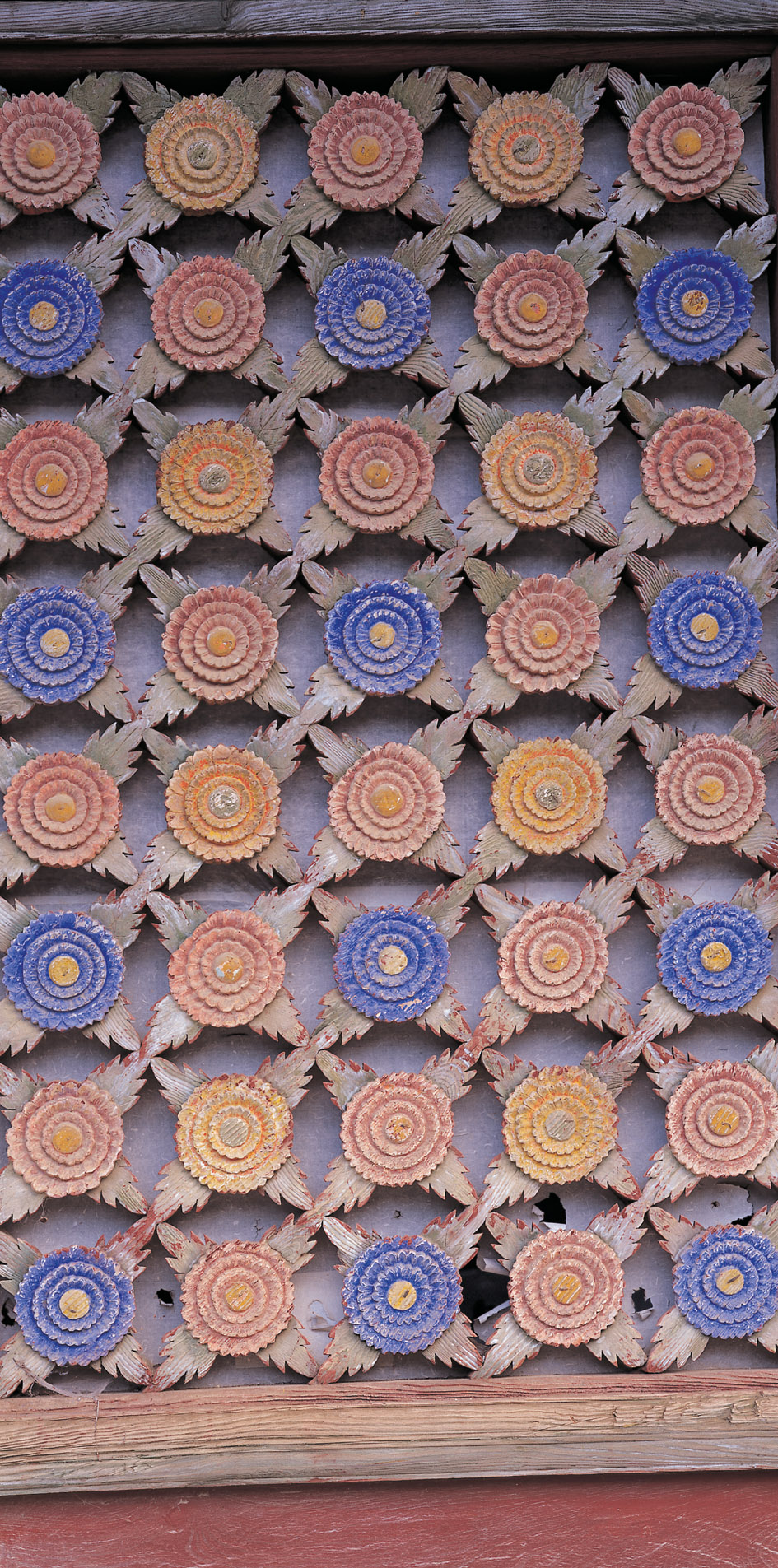
쌍계사 대웅전 꽃무늬 문살(오른쪽)1
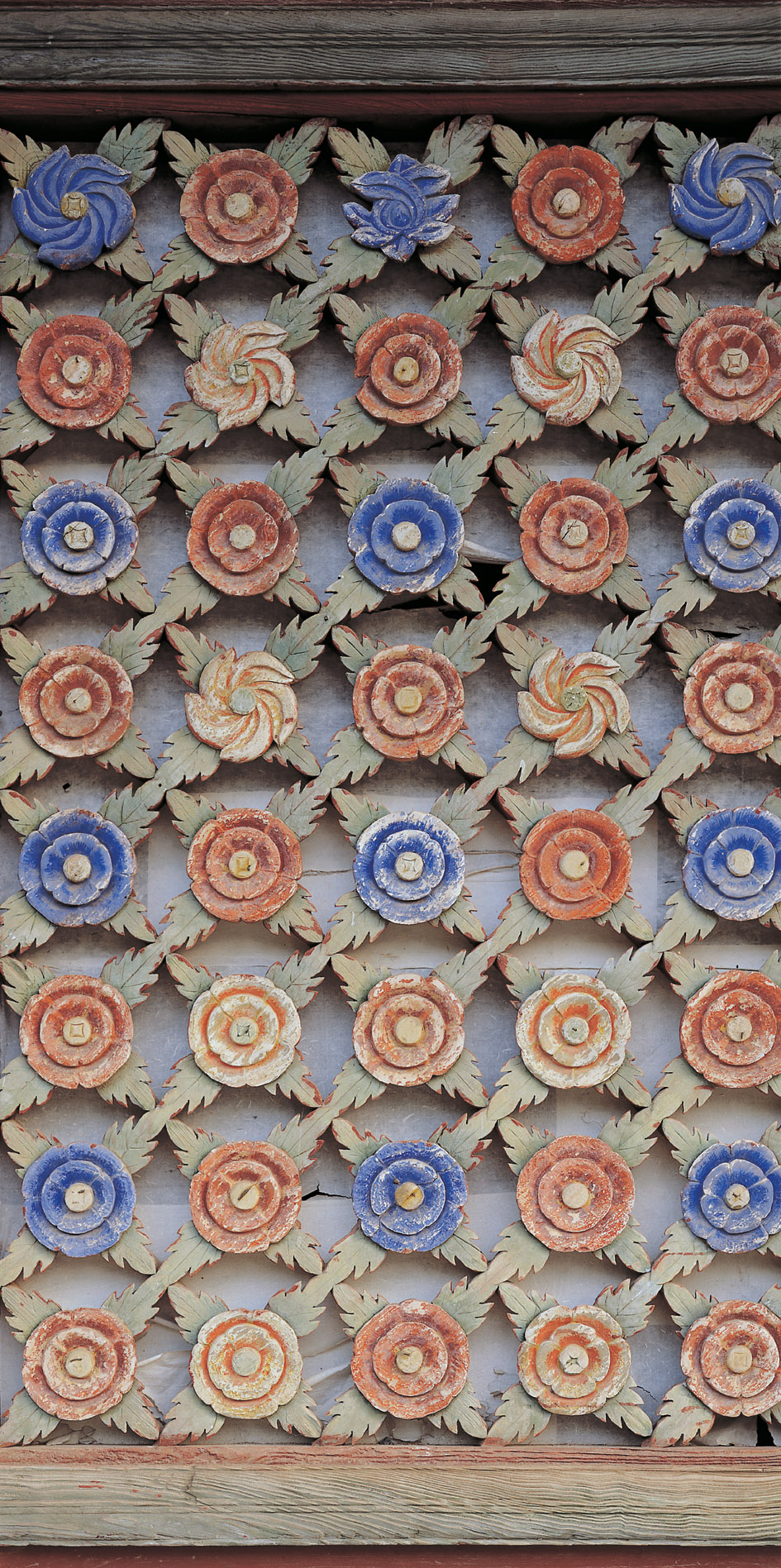
쌍계사 대웅전 꽃무늬 문살(오른쪽)2
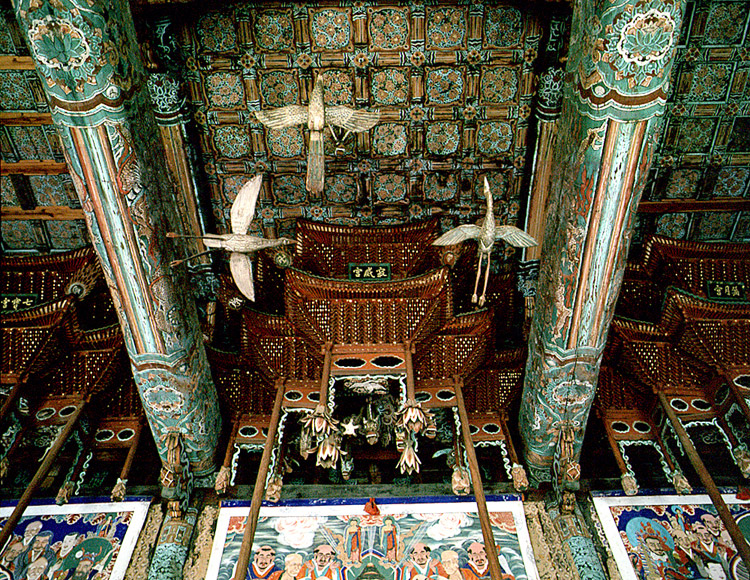
쌍계사대웅전
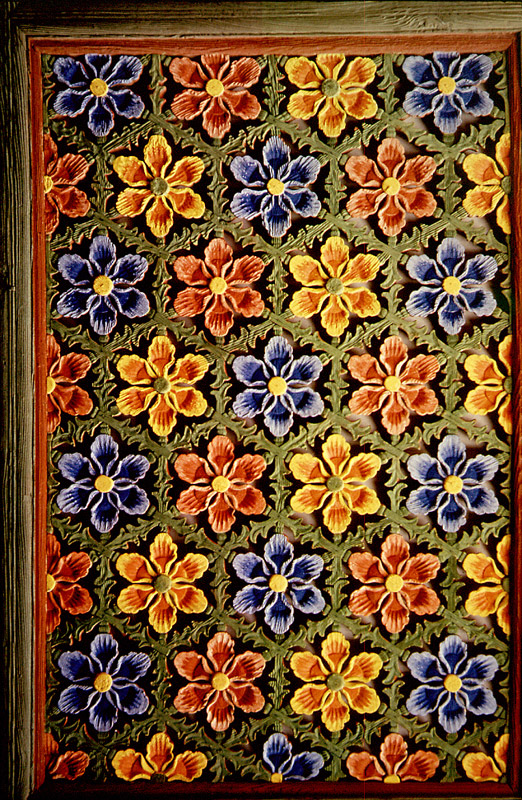
쌍계사대웅전
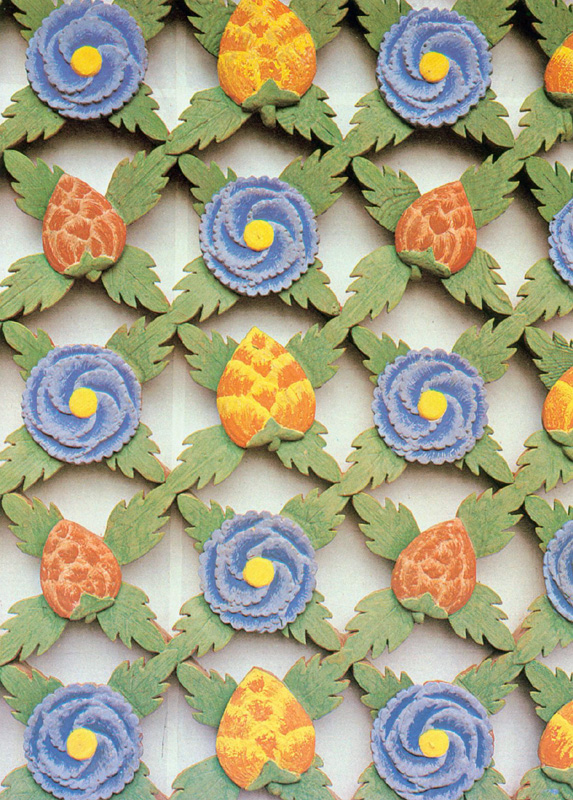
꽃무늬문살
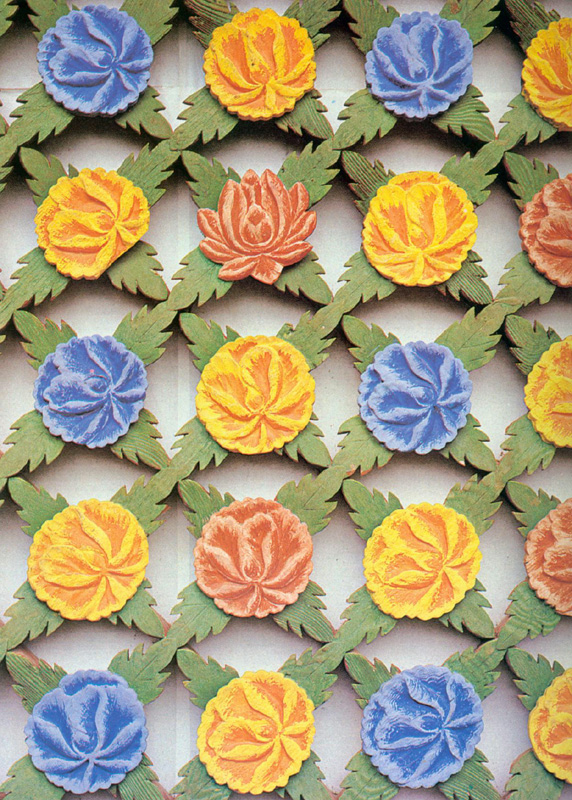
꽃무늬문살
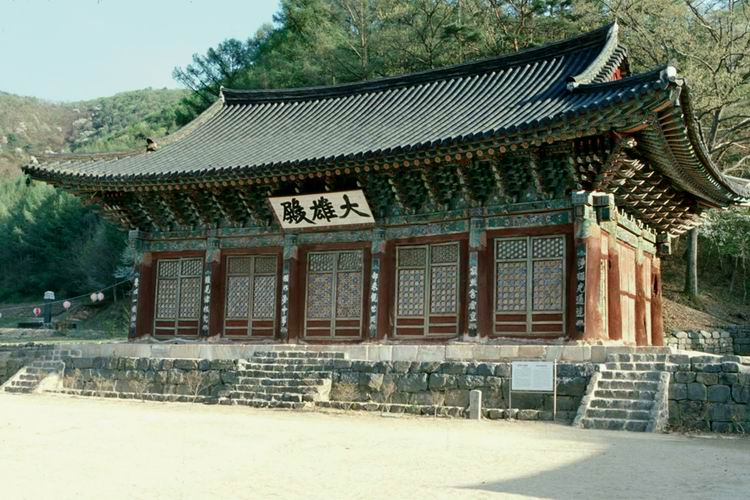
쌍계사대웅전(전경)
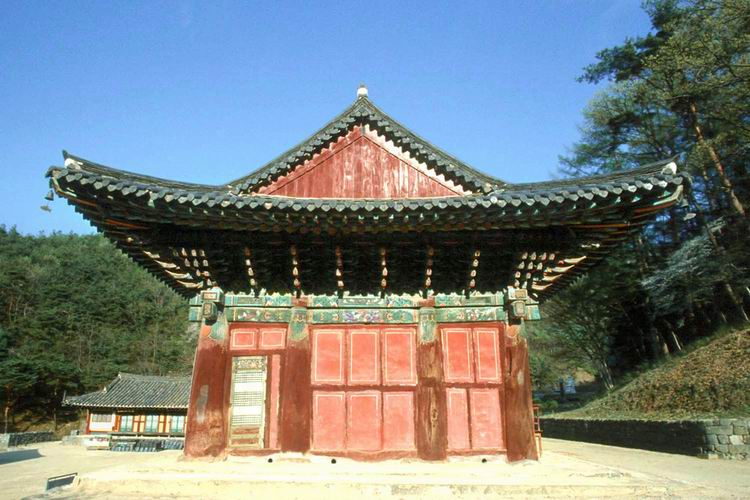
쌍계사대웅전(서면)
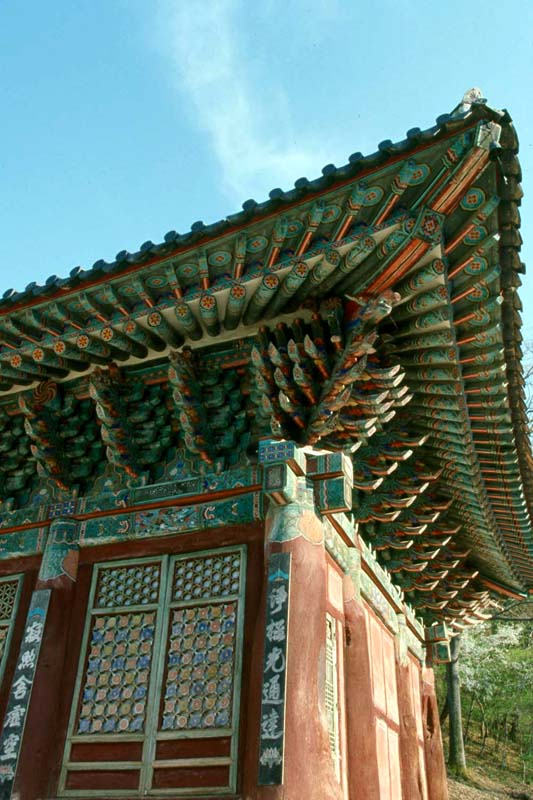
쌍계사대웅전(외부공포)
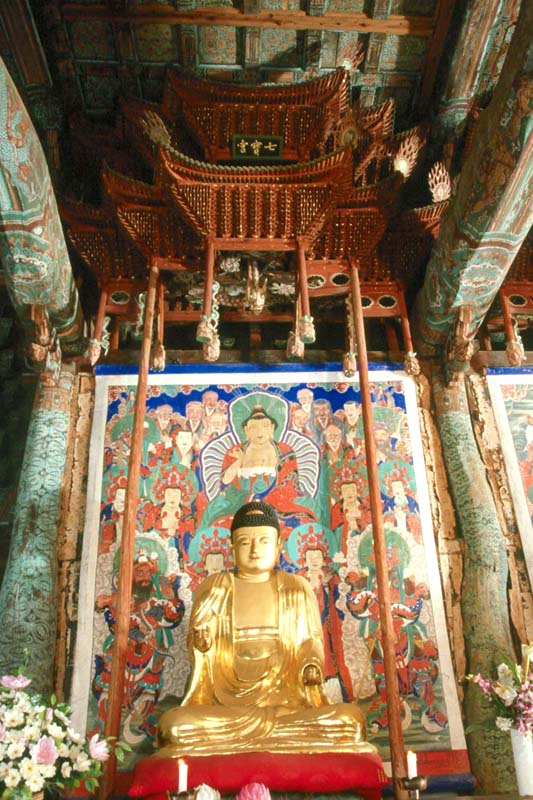
쌍계사대웅전(내부)
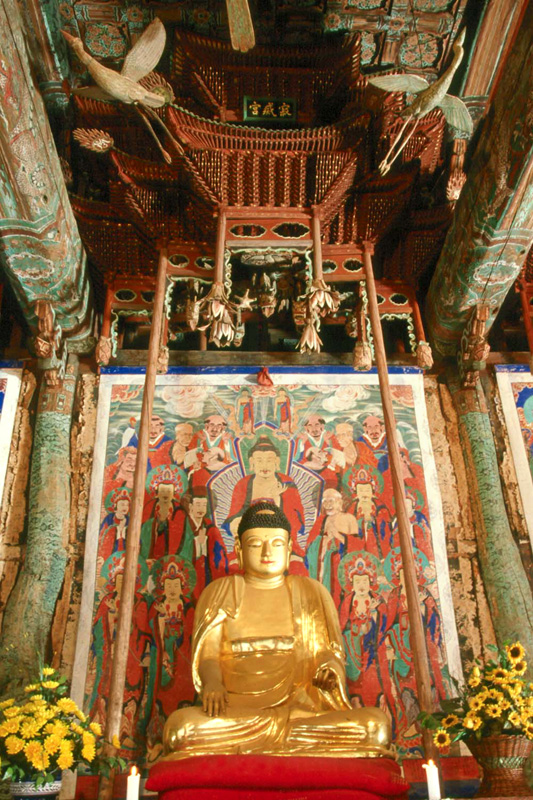
쌍계사대웅전(내부)
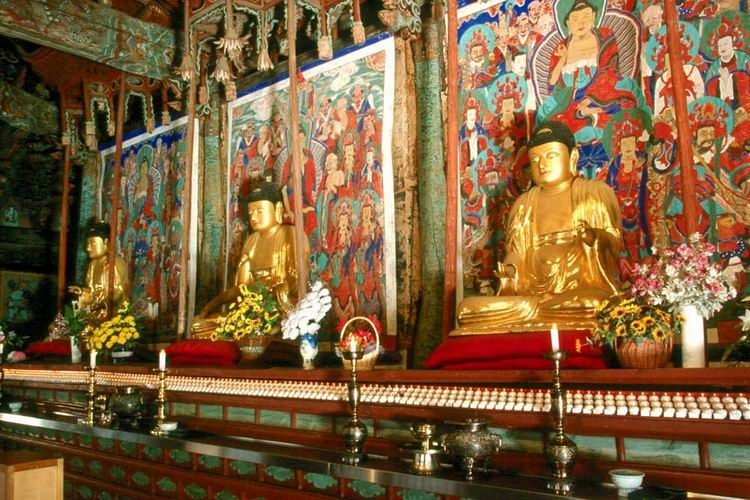
쌍계사대웅전(북단)

## 참고자료
- 논산 쌍계사 대웅전 - 국가유산청 국가유산포털
- 이 문서에는 다음커뮤니케이션(현 카카오)에서 GFDL 또는 CC-SA 라이선스로 배포한 글로벌 세계대백과사전의 내용을 기초로 작성된 글이 포함되어 있습니다.